# هيلاس (أسطورة)

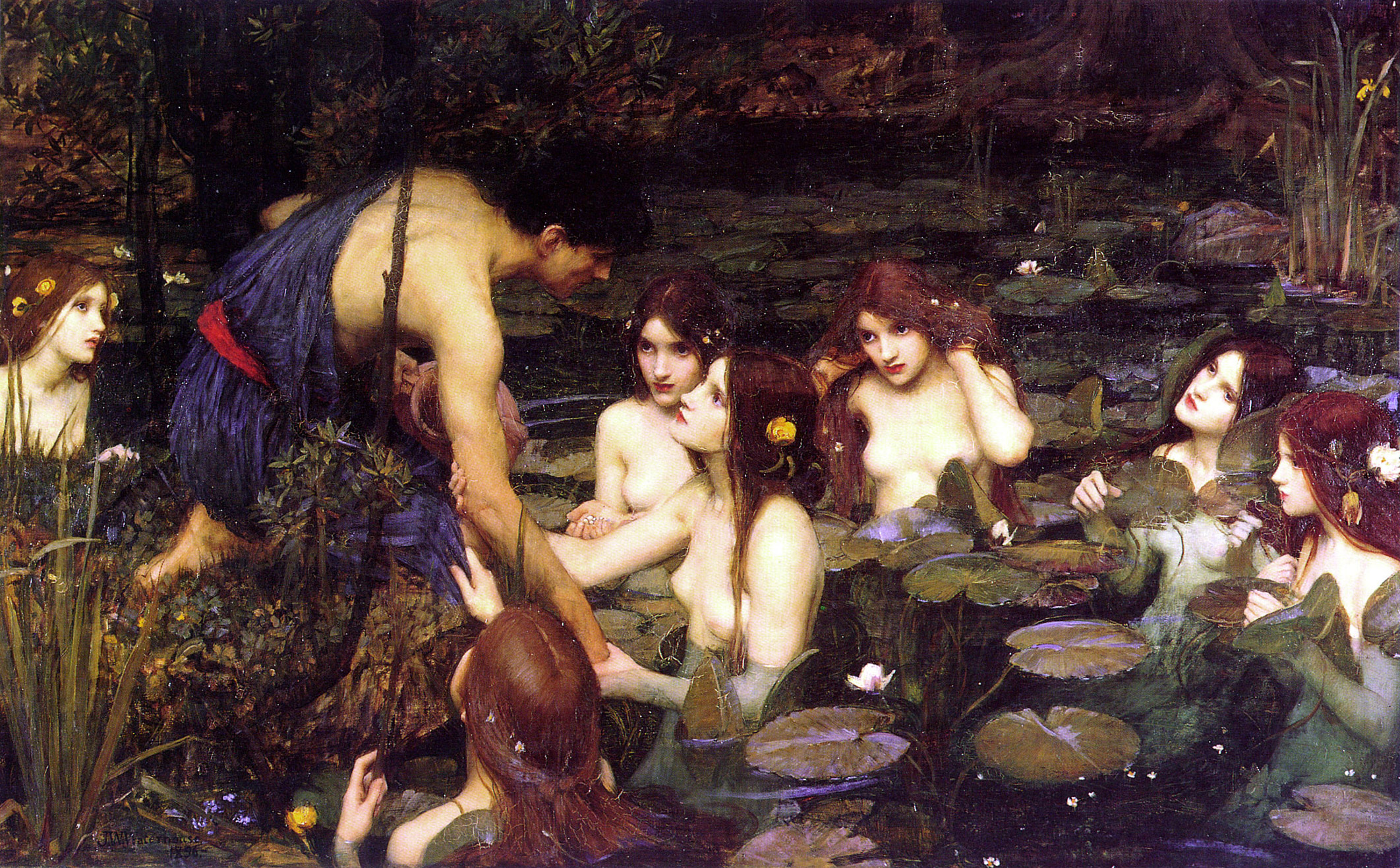
هيلاس والحوريات (1896) لوحة لجون وليام ووترهاوس

في الميثولوجيا الكلاسيكية هيلاس (باليونانية:Ύλας) كان شاباً شغل منصب رفيق وحبيب هرقل
شكل موضوع اختطافه على يد حوريات الماء موضوعا في الفن القديم، وكان موضوعاً دائماً للفن الأوروبي في التقليد الكلاسيكي الغربي.